# Писаревка (Винницкий район)
Пи́саревка (укр. Писарівка) — село в Винницком районе Винницкой области Украины.
Код КОАТУУ — 0520685203. Население по переписи 2001 года составляет 1448 человек. Почтовый индекс — 23205. Телефонный код — 432.
Занимает площадь 1,12 км².
В селе действует храм Покрова Пресвятой Богородицы Винницкого районного благочиния Винницкой епархии Украинской православной церкви.
(коля)

## Адрес местного совета
23205, Винницкая область, Винницкий р-н, с.Писаревка, пр.Ленина